# پارک ته ها
پارک ته ها (کره‌ای: 박태하؛ زادهٔ ۲۹ مهٔ ۱۹۶۸) همچنین با نام پو تای‌شیا نیز شناخته می‌شود، بازیکن فوتبال اهل کره جنوبی است.
از باشگاه‌هایی که در آن بازی کرده است می‌توان به باشگاه فوتبال پوهانگ استیلرز اشاره کرد.
وی همچنین در تیم ملی فوتبال کره جنوبی بازی کرده است.